# (6348) 1995 CH1
(6348) 1995 CH1 là một tiểu hành tinh vành đai chính. Nó được phát hiện bởi Seiji Ueda và Hiroshi Kaneda ở Kushiro, Hokkaidō, Nhật Bản, ngày 3 tháng 2 năm 1995.